# 翠屏山 (宜宾)
翠屏山是中華人民共和國四川省宜宾市的一個山，东与真武山相连。主峰海拔504.5米，翠屏山体呈东北—西南走向。原为一片荒山，後來翠屏山所在地又建成四川省最大的城市森林公园。山腰有古建筑翠屏书院旧址，现为赵一曼纪念馆和宜宾文物管理所。山中哪吨洞，现已扩建为哪氏行宫。

## 歷史
1952年开始进行人工造林，截至1957年累计完成造林面积近3，000亩。1958年辟为公园。至1984年，被评为仅次于南京紫金山的全国城市人工造林第二名。